# 500 Miles de Fuji 1992
Navigation
Édition précédente
Les 500 Miles de Fuji 1992 (officiellement appelé les 1992 All Japan Fuji 500 miles), disputées le 26 juillet 1992 sur le Fuji Speedway, ont été la troisième manche du Championnat du Japon de sport-prototypes 1992.

## La course

### Classement de la course
Voici le classement officiel au terme de la course,.
- Les premiers de chaque catégorie du championnat du monde sont signalés par un fond jaune.
- Pour la colonne Pneus, il faut passer le curseur au-dessus du modèle pour connaître le manufacturier de pneumatiques.
- Les voitures ne réussissant pas à parcourir 75% de la distance du gagnant sont non classées (NC).

| Pos | Classe | no  | Écurie                     | Pilotes                                              | Châssis                      | Pneus | Tours | Temps               |
| Pos | Classe | no  | Écurie                     | Pilotes                                              | Moteur                       | Pneus | Tours | Temps               |
| --- | ------ | --- | -------------------------- | ---------------------------------------------------- | ---------------------------- | ----- | ----- | ------------------- |
| 1   | C1     | 1   | Nissan Motorsport          | Kazuyoshi Hoshino Toshio Suzuki                      | Nissan R92CP                 | B     | 179   | 4 h 11 min 19 s 689 |
| 1   | C1     | 1   | Nissan Motorsport          | Kazuyoshi Hoshino Toshio Suzuki                      | Nissan VHR35Z 3,5 l V8 Turbo | B     | 179   | 4 h 11 min 19 s 689 |
| 2   | C1     | 36  | Toyota Team TOM'S          | Pierre-Henri Raphanel Masanori Sekiya                | Toyota 92C-V                 | B     | 179   | + 3 s 029           |
| 2   | C1     | 36  | Toyota Team TOM'S          | Pierre-Henri Raphanel Masanori Sekiya                | Toyota R36V 3,6 l V8 Turbo   | B     | 179   | + 3 s 029           |
| 3   | C1     | 27  | FromA Racing               | Volker Weidler Mauro Martini Katsutomo Kaneishi (en) | Nissan R91CK                 | B     | 178   | + 1 tour            |
| 3   | C1     | 27  | FromA Racing               | Volker Weidler Mauro Martini Katsutomo Kaneishi (en) | Nissan VHR35Z 3,5 l V8 Turbo | B     | 178   | + 1 tour            |
| 4   | C1     | 99  | Trust Racing Team          | George Fouché Steven Andskär                         | Toyota 92C-V                 | D     | 178   | + 1 tour            |
| 4   | C1     | 99  | Trust Racing Team          | George Fouché Steven Andskär                         | Toyota R36V 3,6 l V8 Turbo   | D     | 178   | + 1 tour            |
| 5   | C1     | 24  | Nissan Motorsport          | Masahiro Hasemi Jeff Krosnoff Masahiko Kageyama      | Nissan R92CP                 | B     | 177   | + 2 tours           |
| 5   | C1     | 24  | Nissan Motorsport          | Masahiro Hasemi Jeff Krosnoff Masahiko Kageyama      | Nissan VHR35Z 3,5 l V8 Turbo | B     | 177   | + 2 tours           |
| 6   | C1     | 39  | Kitz Racing Team with SARD | Roland Ratzenberger Eddie Irvine Eje Elgh            | Toyota 92C-V                 | B     | 177   | + 2 tours           |
| 6   | C1     | 39  | Kitz Racing Team with SARD | Roland Ratzenberger Eddie Irvine Eje Elgh            | Toyota R36V 3,6 l V8 Turbo   | B     | 177   | + 2 tours           |
| 7   | C1     | 61  | Team Take One              | Hideki Okada Thomas Danielsson (en)                  | Nissan R91CP                 | D     | 175   | + 4 tours           |
| 7   | C1     | 61  | Team Take One              | Hideki Okada Thomas Danielsson (en)                  | Nissan VHR35Z 3,5 l V8 Turbo | D     | 175   | + 4 tours           |
| 8   | C      | 5   | Mazdaspeed                 | Takashi Yorino Yojiro Terada                         | Mazda MXR-01                 | D     | 173   | + 6 tours           |
| 8   | C      | 5   | Mazdaspeed                 | Takashi Yorino Yojiro Terada                         | Judd MV10 3,5 l V10 Atmo     | D     | 173   | + 6 tours           |
| 9   | C1     | 230 | Pleasure Racing            | Tetsuji Shiratori Masatomo Shimizu Seisaku Suzuki    | Mazda 767B                   | D     | 141   | + 38 tours          |
| 9   | C1     | 230 | Pleasure Racing            | Tetsuji Shiratori Masatomo Shimizu Seisaku Suzuki    | Mazda 13J 2,6 l 2-Rotor      | D     | 141   | + 38 tours          |

## Pole position et record du tour
- Pole position :  Masahiro Hasemi (#24 Nissan Motorsport) en 1 min 14 s 445
- Meilleur tour en course :  Masanori Sekiya (#36 Toyota Team TOM'S) en 1 min 18 s 048

## À noter
- Longueur du circuit : 4,470 km
- Distance parcourue par les vainqueurs : 800,130 km